# Iva
Iva là một chi thực vật có hoa trong họ Cúc (Asteraceae).

## Loài
Chi Iva gồm các loài: